# Puerto Rico az 1972. évi nyári olimpiai játékokon
Puerto Rico az NSZK-beli Münchenben megrendezett 1972. évi nyári olimpiai játékok egyik részt vevő nemzete volt. Az országot az olimpián 10 sportágban 53 sportoló képviselte, akik érmet nem szereztek.

## Atlétika
Férfi
| Versenyző                                                    | Versenyszám     | Előfutam | Előfutam | Előfutam | Negyeddöntő | Negyeddöntő | Negyeddöntő | Elődöntő | Elődöntő | Elődöntő | Döntő   | Döntő    |
| Versenyző                                                    | Versenyszám     | Idő      | Hely.    | Össz.    | Idő         | Hely.       | Össz.       | Idő      | Hely.    | Össz.    | Idő     | Helyezés |
| ------------------------------------------------------------ | --------------- | -------- | -------- | -------- | ----------- | ----------- | ----------- | -------- | -------- | -------- | ------- | -------- |
| Luis Alers                                                   | 100 m           | 11,09    | 8.       | 77.*     | kiesett     | kiesett     | kiesett     | kiesett  | kiesett  | kiesett  | kiesett | kiesett  |
| Jorge Vizcarrondo                                            | 100 m           | 10,79    | 6.       | 57.*     | kiesett     | kiesett     | kiesett     | kiesett  | kiesett  | kiesett  | kiesett | kiesett  |
| Guillermo González                                           | 100 m           | 10,73    | 4.       | 49.**    | kiesett     | kiesett     | kiesett     | kiesett  | kiesett  | kiesett  | kiesett | kiesett  |
| Guillermo González                                           | 200 m           | 21,22    | 4.       | 29.      | 21,10       | 7.          | 27.*        | kiesett  | kiesett  | kiesett  | kiesett | kiesett  |
| Pedro Ferrer                                                 | 400 m           | 47,90    | 6.       | 49.      | kiesett     | kiesett     | kiesett     | kiesett  | kiesett  | kiesett  | kiesett | kiesett  |
| Antonio Colón                                                | 1500 m          | 3:44,6   | 7.       | 38.*     |             |             |             | kiesett  | kiesett  | kiesett  | kiesett | kiesett  |
| Arnaldo Bristol                                              | 110 m gát       | 14,61    | 6.       | 31.      |             |             |             | kiesett  | kiesett  | kiesett  | kiesett | kiesett  |
| Julio Ferrer                                                 | 400 m gát       | 54,83    | 7.       | 36.      |             |             |             | kiesett  | kiesett  | kiesett  | kiesett | kiesett  |
| Luis Alers Guillermo González Pedro Ferrer Jorge Vizcarrondo | 4 × 100 m váltó | 41,34    | 5.       | 23.      |             |             |             | kiesett  | kiesett  | kiesett  | kiesett | kiesett  |

| Versenyző          | Versenyszám   | Selejtező | Selejtező | Döntő    | Döntő    |
| Versenyző          | Versenyszám   | Eredmény  | Helyezés  | Eredmény | Helyezés |
| ------------------ | ------------- | --------- | --------- | -------- | -------- |
| Wilfredo Maisonave | Távolugrás    | 758 cm    | 23.       | kiesett  | kiesett  |
| Wilfredo Maisonave | Hármasugrás   | 15,38 m   | 28.       | kiesett  | kiesett  |
| William Silen      | Kalapácsvetés | 62,02 m   | 28.       | kiesett  | kiesett  |

* - egy másik versenyzővel azonos időt ért el

** - két másik versenyzővel azonos időt ért el

## Cselgáncs
| Versenyző       | Versenyszám  | Csoport | 1. forduló                             | 2. forduló                 | 3. forduló        | 4. forduló        | Vigaszág 1. forduló | Vigaszág 2. forduló | Vigaszág 3. forduló | Elődöntő          | Döntő             | Helyezés    |
| Versenyző       | Versenyszám  | Csoport | Ellenfél Eredmény                      | Ellenfél Eredmény          | Ellenfél Eredmény | Ellenfél Eredmény | Ellenfél Eredmény   | Ellenfél Eredmény   | Ellenfél Eredmény   | Ellenfél Eredmény | Ellenfél Eredmény | Helyezés    |
| --------------- | ------------ | ------- | -------------------------------------- | -------------------------- | ----------------- | ----------------- | ------------------- | ------------------- | ------------------- | ----------------- | ----------------- | ----------- |
| Roberto Pacheco | Könnyűsúly   | A       | Xavier Boissy (SEN) · GY               | Wolfram Koppen (FRG) · V   | kiesett           | kiesett           |                     |                     |                     |                   |                   | 13.         |
| Gustavo Brito   | Váltósúly    | B       | erőnyerő                               | Antoni Zajkowski (POL) · V | kiesett           | kiesett           |                     |                     |                     |                   |                   | 12.         |
| Juan Marin      | Félnehézsúly | A       | James Wooley (USA) · V                 | kiesett                    | kiesett           | kiesett           |                     |                     |                     |                   |                   | 19.         |
| Juan Marin      | Nyílt        | A       | Tijini Ben Kassou (MAR) · visszalépett | kiesett                    | kiesett           | kiesett           |                     |                     |                     |                   |                   | helyezetlen |

## Íjászat
| Versenyző      | Versenyszám  | 1. forduló | 1. forduló | 2. forduló | 2. forduló | Összesítés | Összesítés |
| Versenyző      | Versenyszám  | Pont       | Hely.      | Pont       | Hely.      | Pont       | Helyezés   |
| -------------- | ------------ | ---------- | ---------- | ---------- | ---------- | ---------- | ---------- |
| Ferdinand Vega | Férfi egyéni | 972        | 55.        | 982        | 55.        | 1954       | 55.        |

## Kosárlabda
| Puerto Ricó-i férfi kosárlabdacsapat-játékoskeret                                            | Puerto Ricó-i férfi kosárlabdacsapat-játékoskeret                                                 |
| -------------------------------------------------------------------------------------------- | ------------------------------------------------------------------------------------------------- |
| - Eric William Baum - Héctor Blondet - Earl Brown - Ricardo Calzada - Miguel Coll - Teo Cruz | - Raymond Dalmau - Joe Hatton - Mariano Ortíz - Neftalí Rivera - Rubén Rodríguez - Jimmy Thordsen |

### Eredmények
Csoportkör
B csoport
| Csapat               | M | Gy | V | P+  | P–  | Pk   |
| -------------------- | - | -- | - | --- | --- | ---- |
| Szovjetunió (URS)    | 7 | 7  | 0 | 639 | 479 | +160 |
| Olaszország (ITA)    | 7 | 5  | 2 | 547 | 471 | +76  |
| Jugoszlávia (YUG)    | 7 | 5  | 2 | 582 | 484 | +98  |
| Puerto Rico (PUR)    | 7 | 5  | 2 | 570 | 531 | +39  |
| NSZK (FRG)           | 7 | 3  | 4 | 482 | 518 | –36  |
| Lengyelország (POL)  | 7 | 2  | 5 | 520 | 536 | –16  |
| Fülöp-szigetek (PHI) | 7 | 1  | 6 | 526 | 666 | –140 |
| Szenegál (SEN)       | 7 | 0  | 7 | 405 | 586 | –181 |

| 1972. augusztus 27. 14:30 | NSZK (FRG) | 74 – 81 | Puerto Rico (PUR) |  |
| 1972. augusztus 27. 14:30 | (35–41)    |         |                   |  |

| 1972. augusztus 28. 18:30 | Puerto Rico (PUR) | 92 – 72 | Fülöp-szigetek (PHI) |  |
| 1972. augusztus 28. 18:30 | (49–40)           |         |                      |  |

| 1972. augusztus 29. 14:30 | Puerto Rico (PUR) | 79 – 74 | Jugoszlávia (YUG) |  |
| 1972. augusztus 29. 14:30 | (38–31)           |         |                   |  |

| 1972. augusztus 30. 18:30 | Puerto Rico (PUR) | 92 – 57 | Szenegál (SEN) |  |
| 1972. augusztus 30. 18:30 | (39–28)           |         |                |  |

| 1972. szeptember 1. 18:30 | Szovjetunió (URS) | 100 – 87 | Puerto Rico (PUR) |  |
| 1972. szeptember 1. 18:30 | (48–37)           |          |                   |  |

| 1972. szeptember 2. 18:30 | Olaszország (ITA) | 71 – 54 | Puerto Rico (PUR) |  |
| 1972. szeptember 2. 18:30 | (37–27)           |         |                   |  |

| 1972. szeptember 3. 14:30 | Lengyelország (POL) | 83 – 85 | Puerto Rico (PUR) |  |
| 1972. szeptember 3. 14:30 | (47–54)             |         |                   |  |

Az 5–8. helyért
| 1972. szeptember 7. 20:00 | Puerto Rico (PUR) | 87 – 83 | Brazília (BRA) |  |
| 1972. szeptember 7. 20:00 | (40–42)           |         |                |  |

Az 5. helyért
| 1972. szeptember 9. 16:00 | Jugoszlávia (YUG) | 86 – 70 | Puerto Rico (PUR) |  |
| 1972. szeptember 9. 16:00 | (40–42)           |         |                   |  |

| Csapat            | Helyezés |
| ----------------- | -------- |
| Puerto Rico (PUR) | 6.       |

## Műugrás
Férfi
| Versenyző  | Versenyszám        | Selejtező | Selejtező | Döntő   | Döntő    |
| Versenyző  | Versenyszám        | Pont      | Helyezés  | Pont    | Helyezés |
| ---------- | ------------------ | --------- | --------- | ------- | -------- |
| Héctor Bas | Egyéni toronyugrás | 254,79    | 31.       | kiesett | kiesett  |

## Ökölvívás
| Versenyző          | Versenyszám   | Selejtező                   | 32-es főtábla                    | Nyolcaddöntő                 | Negyeddöntő       | Elődöntő          | Döntő             | Helyezés |
| Versenyző          | Versenyszám   | Ellenfél Eredmény           | Ellenfél Eredmény                | Ellenfél Eredmény            | Ellenfél Eredmény | Ellenfél Eredmény | Ellenfél Eredmény | Helyezés |
| ------------------ | ------------- | --------------------------- | -------------------------------- | ---------------------------- | ----------------- | ----------------- | ----------------- | -------- |
| Wilfredo Gómez     | Légsúly       | erőnyerő                    | Mohamed Selim Soheim (EGY) · 1-4 | kiesett                      | kiesett           | kiesett           | kiesett           | 17.      |
| José Luis Vellon   | Pehelysúly    | erőnyerő                    | Mario Ortíz (ARG) · 1-4          | kiesett                      | kiesett           | kiesett           | kiesett           | 17.      |
| Luis Davila        | Könnyűsúly    | Guitry Bananier (FRA) · 1-4 | kiesett                          | kiesett                      | kiesett           | kiesett           | kiesett           | 33.      |
| Laudiel Negrón     | Kisváltósúly  |                             | Obisia Nwakpa (NGR) · 4-1        | Sinohara Kjódzsi (JPN) · 1-4 | kiesett           | kiesett           | kiesett           | 9.       |
| Nicolas Ortíz      | Váltósúly     | Ib Bøtcher (DEN) · 2-3      | kiesett                          | kiesett                      | kiesett           | kiesett           | kiesett           | 33.      |
| José Antonio Colon | Nagyváltósúly | erőnyerő                    | Lúszíf Hamáni (ALG) · 0-5        | kiesett                      | kiesett           | kiesett           | kiesett           | 17.      |

## Sportlövészet
Nyílt
| Versenyző        | Versenyszám          | Pont           | Helyezés       |
| ---------------- | -------------------- | -------------- | -------------- |
| Simon González   | Gyorstüzelő pisztoly | 563            | 52.            |
| Fernando Miranda | Gyorstüzelő pisztoly | nem fejezte be | nem fejezte be |
| Fernando Miranda | Szabadpisztoly       | 543            | 30.            |
| Santiago Machuca | Szabadpisztoly       | 533            | 48.            |
| Pedro Ramírez    | Futócéllövészet      | 540            | 18.            |
| Frank Tossas     | Futócéllövészet      | 455            | 28.            |
| Manuel Hawayek   | Sportpuska, fekvő    | 592            | 33.            |
| Jaime Santiago   | Sportpuska, fekvő    | 597            | 6.             |
| Rafael Batista   | Skeet                | 176            | 51.            |

## Súlyemelés
| Versenyző          | Versenyszám | Nyomás                   | Nyomás                   | Szakítás | Szakítás | Lökés    | Lökés    | Összesen | Helyezés |
| Versenyző          | Versenyszám | Eredmény                 | Helyezés                 | Eredmény | Helyezés | Eredmény | Helyezés | Összesen | Helyezés |
| ------------------ | ----------- | ------------------------ | ------------------------ | -------- | -------- | -------- | -------- | -------- | -------- |
| Fernando Báez      | 56 kg       | 120,0                    | 6.                       | 85,0     | 20.      | 122,5    | 15.      | 327,5    | 13.      |
| Julio Martínez     | 60 kg       | 92,5                     | 12.                      | 105,0    | 10.      | 127,5    | 9.       | 325,0    | 11.      |
| Alfonso Rodríguez  | 75 kg       | érvényes kísérlet nélkül | érvényes kísérlet nélkül | kiesett  | kiesett  | kiesett  | kiesett  | kiesett  | kiesett  |
| Víctor Ángel Pagán | 82,5 kg     | érvényes kísérlet nélkül | érvényes kísérlet nélkül | kiesett  | kiesett  | kiesett  | kiesett  | kiesett  | kiesett  |
| César Gaudin       | 90 kg       | 137,5                    | 19.                      | 122,5    | 18.      | 165,0    | 18.      | 425,0    | 18.      |
| Pablo Juan Campos  | 110 kg      | 165,0                    | 21.                      | 125,0    | 22.      | 182,5    | 16.      | 472,5    | 20.      |

## Vitorlázás
Nyílt
| Versenyző                          | Versenyszám     | Futam  | Futam | Futam  | Futam | Futam | Futam  | Futam | Pontszám | Helyezés |
| Versenyző                          | Versenyszám     | 1      | 2     | 3      | 4     | 5     | 6      | 7     | Pontszám | Helyezés |
| ---------------------------------- | --------------- | ------ | ----- | ------ | ----- | ----- | ------ | ----- | -------- | -------- |
| Lee Gentil                         | Finn dingi      | (41,0) | 20,0  | 11,7   | 33,0  | 35,0  | 41,0   | 35,0  | 175,7    | 26.      |
| Hovey Freeman Garry Hoyt           | Tempest         | 19,0   | 22,0  | 20,0   | 16,0  | 13,0  | (30,0) | 24,0  | 114,0    | 16.      |
| José Rodríguez Juan Torruella, Sr. | Repülő hollandi | 33,0   | 32,0  | (34,0) | 28,0  | 32,0  | 28,0   | 26,0  | 179,0    | 27.      |

## Vívás
Férfi
| Versenyző         | Versenyszám       | Selejtező | Selejtező | Selejtező | Selejtező | Negyeddöntő       | Negyeddöntő | Elődöntő          | Elődöntő | Döntő             | Döntő   | Helyezés    |
| Versenyző         | Versenyszám       | 1. kör | 1. kör    | 2. kör | 2. kör    | Negyeddöntő       | Negyeddöntő | Elődöntő          | Elődöntő | Döntő             | Döntő   | Helyezés    |
| Versenyző         | Versenyszám       | Ellenfél Eredmény | Hely.     | Ellenfél Eredmény | Hely.     | Ellenfél Eredmény | Hely.       | Ellenfél Eredmény | Hely.    | Ellenfél Eredmény | Hely.   | Helyezés    |
| ----------------- | ----------------- | --- | --------- | --- | --------- | ----------------- | ----------- | ----------------- | -------- | ----------------- | ------- | ----------- |
| Roberto Levis     | Párbajtőr, egyéni | 4. csoport · Jacques Ladègaillerie (FRA) · 4-5 · Robert Schiel (LUX) · 5-4 · Gianluigi Saccaro (ITA) · 5-3 · Omar Vergara (ARG) · 4-5                  | 3.        | 1. csoport · Rolf Edling (SWE) · 2-5 · Jacques Ladègaillerie (FRA) · 2-5 · Robert Schiel (LUX) · 3-5 · George Masin (USA) · 4-5 | 6.        | kiesett           | kiesett     | kiesett           | kiesett  | kiesett           | kiesett | helyezetlen |
| Roberto Maldonado | Párbajtőr, egyéni | 8. csoport · Igor Valetov (URS) · 0-5 · Jacques Brodin (FRA) · 1-5 · Jerzy Janikowski (POL) · 4-5 · Ole Mørch (NOR) · 0-5 · Robert Elliott (HKG) · 5-5 | 6.        | kiesett | kiesett   | kiesett           | kiesett     | kiesett           | kiesett  | kiesett           | kiesett | helyezetlen |